# Resident Evil: The Mercenaries 3D
Resident Evil: The Mercenaries 3D, conocido como Biohazard: The Mercenaries 3D (バイオハザード ザ・マーセナリーズ 3D Baiohazādo za Māsenarīzu 3D?) en Japón, es un videojuego de disparos en tercera persona desarrollado por TOSE y publicado por Capcom para la Nintendo 3DS. Se enfoca completamente en el minijuego The Mercenaries de Resident Evil 4 y Resident Evil 5. Su fecha de salida fue el 28 de junio en América y el 1 de julio en Europa del 2011. Los jugadores deben derrotar a tantos enemigos como sea posible dentro de un límite de tiempo. El juego incluye conectividad Wi-Fi para el modo cooperativo, así los jugadores podrán jugar con otras personas a través de todo el mundo, con nuevos modos y personajes de toda la serie. Además, trae una demo del título de la serie para Nintendo 3DS, Resident Evil: Revelations.

## Jugabilidad
La cámara del juego se desarrolla detrás del jugador, con movimiento en tiempo real a través de entornos 3D. A diferencia de la mayoría de los juegos de la serie, los jugadores tendrán la opción de apuntar en primera persona o la forma tradicional en tercera persona como en Resident Evil 4 y Resident Evil 5. Otra característica es la capacidad de moverse mientras se utiliza una hierba verde o se recargan las armas. La jugabilidad se muestra en la pantalla superior del Nintendo 3DS, mientras que la gestión del inventario se maneja en la pantalla táctil. Los jugadores serán capaces de personalizar las habilidades de sus personajes y armas, adquiriendo nuevas habilidades a través del tiempo, además de sus propias fortalezas y debilidades.

## Personajes jugables
- Albert Wesker
- Barry Burton
- Chris Redfield
- Claire Redfield
- Hunk
- Jack Krauser
- Jill Valentine
- Rebecca Chambers